# Indirekt strategi
En indirekt strategi är en militär strategi som riktar in sig på fiendens svaga punkter och syftar till systemkollaps. Angriparen undviker fiendens huvudstyrka och sätter in sina styrkor mot fiendens svaga områden, vid behov på sekundära operationsområden. Överraskning och vilseledning är en viktig förutsättning för att den indirekta strategin skall lyckas. Gerillakrigföring kan ses som ett specialfall av indirekt strategi, men indirekt strategi ingår ofta som en delstrategi i annan krigföring. De brittiska satsningarna på sekundära operationsområden, till exempel Norge, Medelhavsområdet och bombkampanjer mot Tyskland under andra världskriget kan ses som exempel på indirekt strategi.